# Khang Bình
Khang Bình  (tiếng Trung: 康平县, Hán Việt: Khang Bình huyện) Là một huyện của thành phố Thẩm Dương (沈阳市), tỉnh Liêu Ninh, Cộng hòa Nhân dân Trung Hoa. Khang Bình có diện tích 2173 km2, dân số 340.000 người, mã số bưu chính 110500. Huyện lỵ đóng tại trấn Khang Bình. Huyện Khang Bình được chia ra thành 7 trấn và 4 hương, 4 hương dân tộc.